# Lonny (Ardennes)
Pour les articles homonymes, voir Lonny.
Lonny est une commune française, située dans le département des Ardennes en région Grand Est.

## Géographie

### Description
Lonny est située à 12 km à l'ouest de Charleville-Mézières et à 20 km de la frontière belge. Il est facile aux habitants de rejoindre le chef lieu : la rocade au départ de Cliron place Charleville à 10 minutes de Lonny. Le village est situé en bordure de la nationale 43, entre Charleville, et Hirson (Aisne), l'une des routes les plus fréquentées du Nord de la France.
Lonny a adhéré à la charte du parc naturel régional des Ardennes, à sa création en décembre 2011.

### Communes limitrophes
Le village est entouré d'autres communes : Renwez à 4 km, Sormonne à 1 km et Rimogne à 7 km.
| Harcy    |                | Renwez |
| Sormonne | Lonny          | Cliron |
|          | Ham-les-Moines |        |

### Hydrographie
La commune est dans le bassin versant de la Meuse au sein du bassin Rhin-Meuse. Elle est drainée par le ruisseau l'Ormeau, le ruisseau des Ebouilleaux et le ruisseau de Goulotte,.

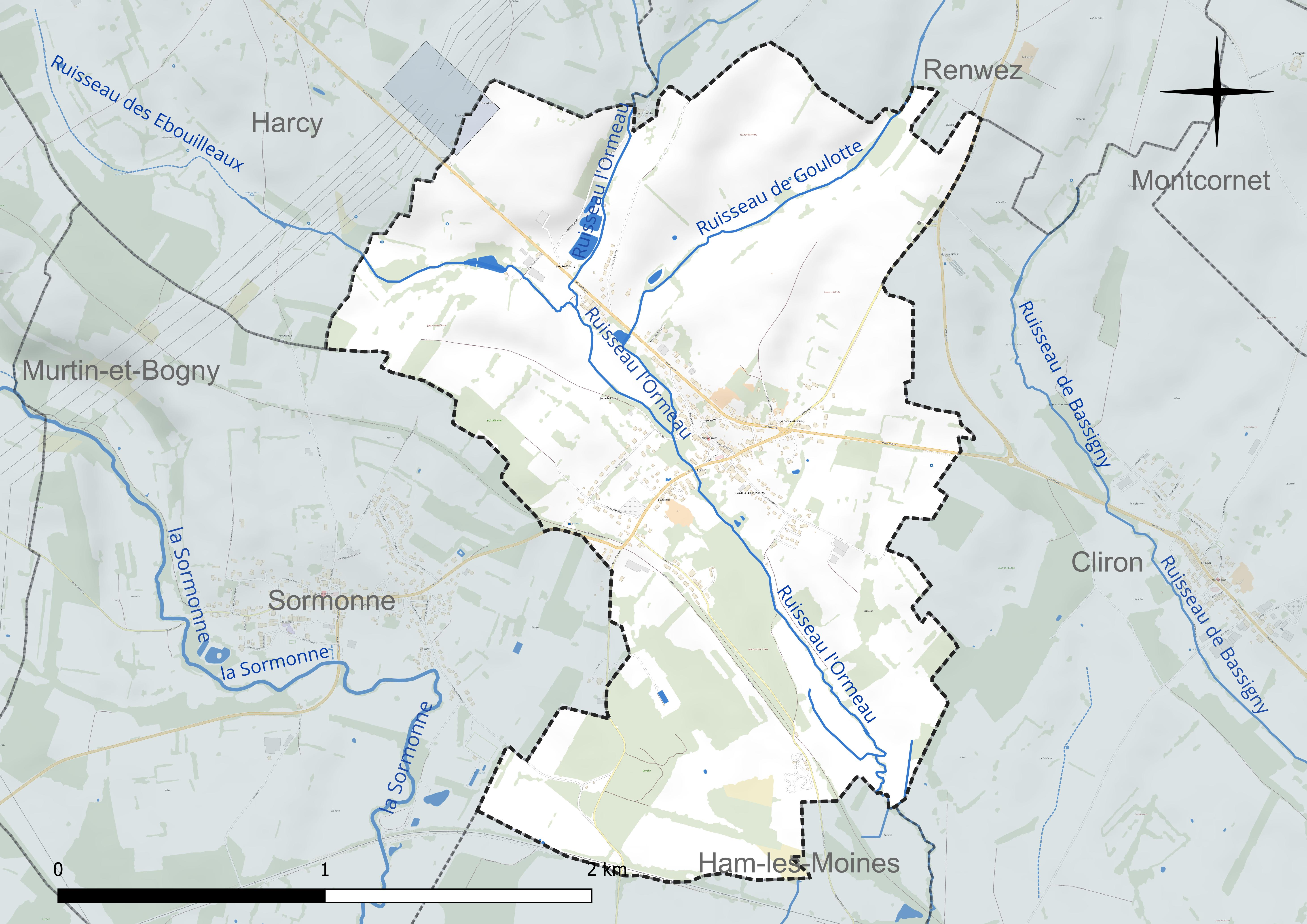
Réseau hydrographique de Lonny.

Un plan d'eau complète le réseau hydrographique : l'étang de la Cressonnière (0,4 ha),.

### Climat
Pour des articles plus généraux, voir Climat du Grand Est et Climat des Ardennes.
En 2010, le climat de la commune est de type climat des marges montargnardes, selon une étude du Centre national de la recherche scientifique s'appuyant sur une série de données couvrant la période 1971-2000. En 2020, Météo-France publie une typologie des climats de la France métropolitaine dans laquelle la commune est exposée à un climat océanique altéré et est dans une zone de transition entre les régions climatiques « Nord-est du bassin Parisien » et « Lorraine, plateau de Langres, Morvan ».
Pour la période 1971-2000, la température annuelle moyenne est de 9,6 °C, avec une amplitude thermique annuelle de 14,8 °C. Le cumul annuel moyen de précipitations est de 950 mm, avec 13 jours de précipitations en janvier et 9,6 jours en juillet. Pour la période 1991-2020, la température moyenne annuelle observée sur la station météorologique de Météo-France la plus proche, « Charleville-Méz. », sur la commune de Charleville-Mézières à 10 km à vol d'oiseau, est de 9,9 °C et le cumul annuel moyen de précipitations est de 928,4 mm. 
La température maximale relevée sur cette station est de 39,2 °C, atteinte le 25 juillet 2019 ; la température minimale est de −17,5 °C, atteinte le 1er janvier 1997,,.
Les paramètres climatiques de la commune ont été estimés pour le milieu du siècle (2041-2070) selon différents scénarios d'émission de gaz à effet de serre à partir des nouvelles projections climatiques de référence DRIAS-2020. Ils sont consultables sur un site dédié publié par Météo-France en novembre 2022.

## Urbanisme

### Typologie
Au 1er janvier 2024, Lonny est catégorisée bourg rural, selon la nouvelle grille communale de densité à 7 niveaux définie par l'Insee en 2022.
Elle est située hors unité urbaine. Par ailleurs la commune fait partie de l'aire d'attraction de Charleville-Mézières, dont elle est une commune de la couronne,. Cette aire, qui regroupe 132 communes, est catégorisée dans les aires de 50 000 à moins de 200 000 habitants,.

### Habitat et logement
En 2019, le nombre total de logements dans la commune était de 269, alors qu'il était de 259 en 2014 et de 205 en 2009.
Parmi ces logements, 91 % étaient des résidences principales, 1,8 % des résidences secondaires et 7,2 % des logements vacants. Ces logements étaient pour 88,8 % d'entre eux des maisons individuelles et pour 10,8 % des appartements.
Le tableau ci-dessous présente la typologie des logements à Lonny en 2019 en comparaison avec celle des Ardennes et de la France entière. Une caractéristique marquante du parc de logements est ainsi une proportion de résidences secondaires et logements occasionnels (1,8 %) inférieure à celle du département (3,5 %) mais supérieure à celle de la France entière (9,7 %). Concernant le statut d'occupation de ces logements, 75,2 % des habitants de la commune sont propriétaires de leur logement (75,3 % en 2014), contre 60,5 % pour les Ardennes et 57,5 % pour la France entière.
| Typologie                                               | Lonny | Ardennes | France entière |
| ------------------------------------------------------- | ----- | -------- | -------------- |
| Résidences principales (en %)                           | 91    | 84,8     | 82,1           |
| Résidences secondaires et logements occasionnels (en %) | 1,8   | 3,5      | 9,7            |
| Logements vacants (en %)                                | 7,2   | 11,7     | 8,2            |

## Histoire
Le 19 octobre 1870, le ballon monté République Universelle également appelé La Fayette piloté par Louis Jossec et monté par Antonin Dubost, secrétaire général de la préfecture de police de Paris et son secrétaire Gaston Prunières, s'envole de la gare d'Orléans à Paris alors assiégée. Il termine sa course à Lonny dans les Ardennes après avoir parcouru 256 kilomètres.

## Politique et administration

### Rattachements administratifs et électoraux

#### Rattachements administratifs
La commune se trouve  dans l'arrondissement de Charleville-Mézières du département des Ardennes.
Elle faisait partie depuis 1793 du canton de Renwez. Dans le cadre du redécoupage cantonal de 2014 en France, cette circonscription administrative territoriale a disparu, et le canton n'est plus qu'une circonscription électorale.

#### Rattachements électoraux
Pour les élections départementales, la commune est membre depuis 2014 du  canton de Rocroi
Pour l'élection des députés, elle fait partie de la deuxième circonscription des Ardennes.

### Intercommunalité
Lonny était membre de la communauté de communes Val et Plateau d'Ardenne, un établissement public de coopération intercommunale (EPCI) à fiscalité propre créé fin 2003 et auquel la commune avait transféré un certain nombre de ses compétences, dans les conditions déterminées par le code général des collectivités territoriales. Celle-ci fusionne le 1er janvier 2014 avec la petite communauté de communes des Plaines et Forêts de l'Ouest ardennais pour former la communauté de communes Portes de France
Dans le cadre des dispositions de la loi portant nouvelle organisation territoriale de la République du 7 août 2015, qui prévoit que les établissements publics de coopération intercommunale (EPCI) à fiscalité propre doivent avoir un minimum de 15 000 habitants, cette nouvelle intercommunalité fusionne à son tour avec la communauté de communes Meuse et Semoy pour former, le 1er janvier 2017, l'actuelle communauté de communes Vallées et Plateau d'Ardenne, dont est désormais membre la commune.

### Liste des maires
| Période                                  | Période                       | Identité           | Étiquette | Qualité                                       |
| ---------------------------------------- | ----------------------------- | ------------------ | --------- | --------------------------------------------- |
| Les données manquantes sont à compléter. |                               |                    |           |                                               |
| vers 1840                                |                               | Jean Rémy Saingery |           | Suppléant du juge de paix                     |
|                                          | mars 2001                     | Gabriel Bocquillet |           |                                               |
| mars 2001                                | septembre 2015                | Régis Gilloux      |           | Entrepreneur Démissionnaire                   |
| septembre 2015                           | En cours (au 2 décembre 2021) | Mickaël Leclère    | DVD       | Fonctionnaire Réélu pour le mandat 2020-2026, |

## Démographie
L'évolution du nombre d'habitants est connue à travers les recensements de la population effectués dans la commune depuis 1793. Pour les communes de moins de 10 000 habitants, une enquête de recensement portant sur toute la population est réalisée tous les cinq ans, les populations de référence des années intermédiaires étant quant à elles estimées par interpolation ou extrapolation. Pour la commune, le premier recensement exhaustif entrant dans le cadre du nouveau dispositif a été réalisé en 2005.

En 2022, la commune comptait 618 habitants, en évolution de −4,33 % par rapport à 2016 (Ardennes : −2,97 %, France hors Mayotte : +2,11 %).
| 1793 | 1800 | 1806 | 1821 | 1831 | 1836 | 1841 | 1846 | 1851 |
| ---- | ---- | ---- | ---- | ---- | ---- | ---- | ---- | ---- |
| 211  | 231  | 224  | 280  | 333  | 391  | 402  | 460  | 450  |

| 1866 | 1872 | 1876 | 1881 | 1886 | 1891 | 1896 | 1901 | 1906 |
| ---- | ---- | ---- | ---- | ---- | ---- | ---- | ---- | ---- |
| 457  | 502  | 508  | 489  | 501  | 462  | 477  | 437  | 441  |

| 1911 | 1921 | 1926 | 1931 | 1936 | 1946 | 1954 | 1962 | 1968 |
| ---- | ---- | ---- | ---- | ---- | ---- | ---- | ---- | ---- |
| 388  | 383  | 348  | 344  | 361  | 305  | 399  | 431  | 419  |

| 1975 | 1982 | 1990 | 1999 | 2005 | 2006 | 2010 | 2015 | 2020 |
| ---- | ---- | ---- | ---- | ---- | ---- | ---- | ---- | ---- |
| 394  | 389  | 371  | 414  | 416  | 418  | 590  | 635  | 619  |

| 2022 | - | - | - | - | - | - | - | - |
| ---- | - | - | - | - | - | - | - | - |
| 618  | - | - | - | - | - | - | - | - |

La population de Lonny s'est mise à décroître après la Seconde Guerre mondiale. Dans les années 1990 et 2000, la commune connaît un regain de vitalité grâce à la construction de nombreuses maisons aux entrées du village, un développement autour du cimetière et un agrandissement au niveau de la rue des Cannes.

## Culture locale et la patrimoine

### Lieux et monuments
- Église Saint-Rémi de Lonny

### Personnalités liées à la commune
Michel Pinçon (1942-2022), sociologue spécialiste des élites, est né à Lonny.

### Héraldique
| Blason de Lonny | Blason  | D'azur à la lettre L capitale onciale d'or adextrée en chef d'une couronne comtale d'argent laquelle est soutenue d'une triskèle en spirale dextrogyre du même, au chef cousu de gueules chargé de six vergettes aussi d'argent. |
| Blason de Lonny | Détails | Création club d'histoire locale, d'après un dessin de Mme B. Jaurayou. Adopté le 23 juillet 1986. |